# Domaine de Karasuyama

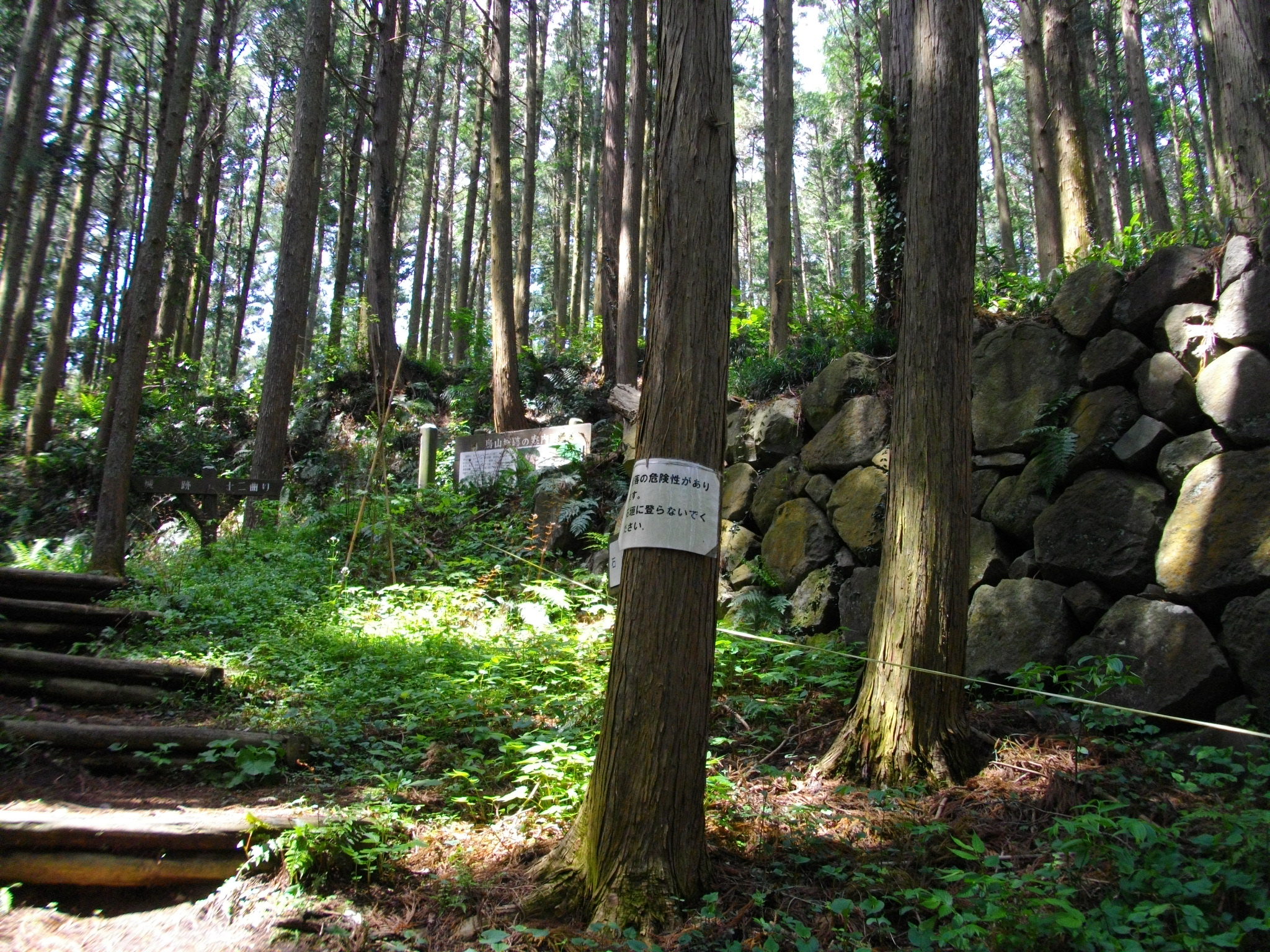
Ruines du château de Karasuyama.

Le domaine de Karasuyama (烏山藩, Karasuyama-han) est un fief féodal japonais de l'époque d'Edo situé dans le nord de la province de Shimotsuke (actuelle préfecture de Tochigi). Il était dirigé à partir du château de Karasuyama dans l'actuelle ville de Karasuyama. Le domaine est contrôlé par de nombreux clans au début de son existence, puis par une branche cadette du clan Ōkubo à partir de 1725. Le clan maintenait un jin'ya secondaire dans l'actuelle ville d'Atsugi pour administrer ses vastes terres de la province de Sagami.

## Histoire
La clan Nasu dirige le district de Nasu au nord de la province de Shimotsuke depuis l'époque de Kamakura. Durant la fin de l'époque Sengoku, en partie pour ne pas à avoir à participer au siège d'Odawara, Toyotomi Hideyoshi divise ses terres, créant le domaine de Nasu (20 000 koku) pour le clan Nasu, et leur attribue leur château ancestral, le château de Karasuyama et un revenu de 20 000 koku à Narita Ujinaga. Les Narita sont des vassaux du clan Hōjō, qui prêtent allégeance aux Toyotomi après la chute de leur seigneur. Le fils d'Ujinaga, Narita Ujitada, combat du côté de Tokugawa Ieyasu contre le clan Uesugi et durant la bataille de Sekigahara et est récompensé par un revenu élevé à 37 000 koku. Son fils, Narita Ujimune, meurt sans héritier en 1622 et le clan est réduit au statut de hatamoto.
Karasuyama est brièvement dirigé par le clan Matsushita de 1623 à 1627, avant son transfert au domaine de Nihonmatsu. De 1627 à 1672, le clan Hori dirige Karasuyama, et fait durant ce temps d'importantes rénovations au château et l'entoure de fortifications. Ils sont suivis brièvement par une branche du clan Itakura (1672-1681) puis par le clan Nasu (1682-1687). Cependant, les Nasu sont dépossédés par le shogun Tokugawa Tsunayoshi après une dispute de succession et sont remplacés par Nagai Naohiro (1687-1701), qui est plus tard transféré au domaine d'Akō après sa confiscation par Asano Naganori à la suite de l'incident des 47 rōnin. Une branche cadette du clan Itakura dirige ensuite Karasuyama de 1701 à 1725.
Karasuyama est ensuite remis en récompense à Ōkubo Tsuneharu, un ancien wakadoshiyori qui a déjà un fief de 15 000 koku dans la province d'Ōmi. Il devient plus tard rōjū, et ses descendants continuent de diriger Karasuyama jusqu'à la fin du shogunat Tokugawa. Le 3e daimyō Ōkubo, Ōkubo Tadaaki, connait d'importantes difficultés financières aggravées par des révoltes paysannes. Ses successeurs, Ōkubo Tadayoshi et Ōkubo Tadashige, créent de nouvelles cultures de riz et réforment les finances du domaine. Le 6e daimyō Ōkubo, Ōkubo Tadayasu, dispose d'administrateurs compétents, et suit les enseignements de Ninomiya Sontoku.
La guerre de Boshin de la restauration de Meiji n'affecte pas le domaine. Après l'abolition du système han de juillet 1871, le domaine de Karasuyama devient une partie de la préfecture de Tochigi.
Le domaine avait une population de 26 257 personnes dans 5 957 foyers pour toutes ses possessions, selon un recensement de 1868.

## Possessions à la fin de l'époque d'Edo
Comme la plupart des domaines japonais, Karasuyama est composé de plusieurs territoires discontinus dont la valeur kokudaka est fondée sur une estimation périodique du potentiel agricole,.
- Province de Shimotsuke
  - 13 villages dans le district de Haga
  - 35 villages dans le district de Nasu
  - 6 villages dans le district de Moka
- Province de Shimōsa
  - 2 villages dans le district de Toyoda
  - 1 villages dans le district de Soma
- Province de Sagami
  - 2 villages dans le district de Kamakura
  - 13 villages dans le district de Koza
  - 7 villages dans le district d'Osumi
  - 10 villages dans le district d'Aiko

## Liste des daimyōs
| #                                  | Nom                              | Règne     | Titre de courtoisie        | Rang de cour            | Kokudaka             |
| ---------------------------------- | -------------------------------- | --------- | -------------------------- | ----------------------- | -------------------- |
| Clan Narita (tozama) 1595-1622     |                                  |           |                            |                         |                      |
| 1                                  | Narita Ujinaga (成田氏長)        | 1595-1596 | Shimōsa-no-kami (下総守)   | 5e inférieur (従五位下) | 20 000 koku          |
| 2                                  | Narita Ujitada (成田長忠)        | 1596-1616 | Saimon-no-jo (左衛門尉)    | 5e inférieur (従五位下) | 20 000 → 37 000 koku |
| 3                                  | Narita Ujimune (成田氏宗)        | 1616-1622 | Sama-no-suke (左馬助)      | 5e inférieur (従五位下) | 37 000 koku          |
| Clan Matsushita (tozama) 1623-1627 |                                  |           |                            |                         |                      |
| 1                                  | Matsushita Shigetsuna (松下重綱) | 1623-1627 | Iwami-no-kami (石見守)     | 5e inférieur (従五位下) | 20 000 koku          |
| Clan Hori (tozama) 1627-1672       |                                  |           |                            |                         |                      |
| 1                                  | Hori Chikayoshi (堀親良)         | 1627-1637 | Mimasaku-no-kami (美作守)  | 5e inférieur (従五位下) | 20 000 koku          |
| 2                                  | Hori Chikamasa (堀親昌)          | 1637-1672 | Mimasaku-no-kami (美作守)  | 5e inférieur (従五位下) | 20 000 koku          |
| Clan Itakura (fudai) 1672-1681     |                                  |           |                            |                         |                      |
| 1                                  | Itakura Shigenori (板倉重矩)     | 1672-1673 | Naizen-no-kami (内膳正)    | 4e inférieur (従四位下) | 50 000 koku          |
| 2                                  | Itakura Shigetane (板倉重種)     | 1673-1681 | Naizen-no-kami (内膳正)    | 4e inférieur (従四位下) | 50 000 koku          |
| Clan Nasu (tozama) 1681-1687       |                                  |           |                            |                         |                      |
| 1                                  | Nasu Sukemasa (那須資祗)         | 1681-1687 | Totomi-no-kami (遠江守)    | 5e inférieur (従五位下) | 20 000 koku          |
| 2                                  | Nasu Sukenori (那須資徳)         | 1687-1687 | néant                      | néant                   | 20 000 koku          |
| Clan Nagai (tozama) 1687-1701      |                                  |           |                            |                         |                      |
| 1                                  | Nagai Naohiro (永井直敬)         | 1687-1701 | Izu-no-kami (伊豆守)       | 5e inférieur (従五位下) | 30 000 koku          |
| Clan Inagaki (fudai) 1702-1725     |                                  |           |                            |                         |                      |
| 1                                  | Inagaki Shigetomi (稲垣重富)     | 1702-1710 | Izumi-no-kami (和泉守)     | 5e inférieur (従五位下) | 25 000 koku          |
| 2                                  | Inagaki Terukata (稲垣昭賢)      | 1710-1725 | Izumi-no-kami (和泉守)     | 5e inférieur (従五位下) | 25 000 koku          |
| Clan Ōkubo (fudai) 1725-1871       |                                  |           |                            |                         |                      |
| 1                                  | Ōkubo Tsuneharu (大久保常春)     | 1725-1728 | Yamashiro-no-kami (山城守) | 5e inférieur (従五位下) | 20 000 → 30 000 koku |
| 2                                  | Ōkubo Tadatane (大久保忠胤)      | 1728-1759 | Yamashiro-no-kami (山城守) | 5e inférieur (従五位下) | 30 000 koku          |
| 3                                  | Ōkubo Tadaaki (大久保忠卿)       | 1759-1769 | Yamashiro-no-kami (山城守) | 5e inférieur (従五位下) | 30 000 koku          |
| 4                                  | Ōkubo Tadayoshi (大久保忠喜)     | 1769-1812 | Yamashiro-no-kami (山城守) | 5e inférieur (従五位下) | 30 000 koku          |
| 5                                  | Ōkubo Tadashige (大久保忠成)     | 1805-1827 | Sado-no-kami (佐渡守)      | 5e inférieur (従五位下) | 30 000 koku          |
| 6                                  | Ōkubo Tadayasu (大久保忠保)      | 1827-1848 | Yamashiro-no-kami (山城守) | 5e inférieur (従五位下) | 30 000 koku          |
| 7                                  | Ōkubo Tadayoshi (大久保忠美)     | 1848-1864 | Sado-no-kami (佐渡守)      | 5e inférieur (従五位下) | 30 000 koku          |
| 8                                  | Ōkubo Tadayori (大久保忠順)      | 1864-1871 | Sado-no-kami (佐渡守)      | 5e inférieur (従五位下) | 30 000 koku          |